# Anja Landgré
Anja Landgré, född 29 augusti 1949 i Danderyds församling, är en svensk skådespelare. Hon är dotter till Nils Poppe och Inga Landgré samt gift med Kenneth Risberg.

## Biografi
Landgré hade inte tänkt följa familjetraditionen att bli skådespelare utan studerade istället vid Socialhögskolan i början av 1970-talet och sommararbetade vid Fredriksdalsteatern i Helsingborg. Snart fick hon dock medverka i små uppgifter på scen. Det började med en liten roll i Pengar 1972. Hon fortsatte sedan som asfaltsblomma i en turné med Lorden från gränden och sommaren 1973 spelade hon en av nunnorna i Lilla Helgonet på Fredriksdal.
Landgré fortsatte till en ettårig fortbildning vid Teaterhögskolan i Stockholm och har därefter varit engagerad vid Västernorrlands Länsteater, Turteatern i Kärrtorp, Västmanlands Länsteater, Riksteatern och Norrbottensteatern. År 2007 medverkade hon i filmen Nina Frisk tillsammans med sin mor Inga Landgré och sin halvsyster Mia Poppe.

## Filmografi
- 1977 – Clark
- 1983 – Motorsågen
- 1986 – Amorosa
- 1998 – Bondånger (TV-serie)
- 1999 – Lusten till ett liv
- 2003 – Gömd i tiden (Verner)
- 2003 – Novembersnö
- 2007 – Nina Frisk
- 2007 – Inte alla hästar i stallet
- 2007 – Ett-två-tre martyr!
- 2013 – Mansgris
- 2018 – Svartsjön (TV-serie)

## Teater

### Roller
| År   | Roll | Produktion                  | Regi            | Teater      |
| ---- | ---- | --------------------------- | --------------- | ----------- |
| 2019 |      | Pelikanen August Strindberg | Rikard Lekander | Dalateatern |